# Leonid Tibilov
Leonid Charitonovitsj Tibilov (Ossetisch: Тыбылты Харитъоны фырт Леонид, Russisch: Леонид Харитонович Тибилов, Georgisch:ლეონიდ თიბილოვი) (Zuid-Ossetische AO, 28 maart 1952) is een Zuid-Ossetische politicus. Hij was van 2012 tot 2017 de 3e president van Zuid-Ossetië, een Georgische afscheidingsregio en zelfverklaarde republiek die niet door Georgië en de meerderheid van de internationale gemeenschap erkend wordt en de facto onder Russische controle staat.
Tibilov volgde interim-president Vadim Brovtsev op na een politieke crisis en een herhaalde presidentsverkiezing in 2012 waar geen oppositiekandidaten aan mee mochten doen. Hij werd na één termijn opgevolgd door Kremlin-favoriet Anatoli Bibilov die in 2011 de politieke crisis veroorzaakte door de presidentsverkiezing te betwisten die hij verloor van een oppositiekandidate.

## Biografie
Leonid Tibilov werd in 1952 in een boerenfamilie geboren in het dorp Zemo Dvani (Boven Dvani, Georgisch: ზემო დვანი, Russisch: Земо Двани, ook wel Верхний Дван, Verkhny Dvan), in het Znauri district in de Zuid-Ossetische Autonome Oblast van de Georgische Sovjetrepubliek. Hij zat tot 1969 op de middelbare school in het nabijgelegen dorpje Avnevi en in 1974 studeerde hij af aan de Faculteit der Natuur- en Wiskunde van het Zuid-Ossetische Staatspedagogisch Instituut (nu Zuid-Ossetische Staatsuniversiteit), waarna hij een jaar diende in het Sovjetleger. Tussen 1975 en 1981 werkte hij in het openbaar onderwijs als docent natuur- en wiskunde en als directeur van de middelbare school in Znauri en was hij hoofd van het wiskundebureau van het Zuid-Ossetische Instituut voor de Verbetering van Leraren. In 1981 veranderde zijn carrière toen hij in dienst trad bij het Comité voor Staatsveiligheid van de Sovjet-Unie (KGB) en deed zijn scholing hiervoor in Minsk. Hij bleef na het uiteenvallen van de Sovjet-Unie werkzaam bij de KGB organisatie in het separatistische Zuid-Ossetië.

## Politiek
In 1992 gaf Tibilov als eerste leiding aan het nieuw gevormde Ministerie van Veiligheid van de zelfverklaarde republiek. In 1998 ontving Tibilov de militaire rang van generaal-majoor en in datzelfde jaar werd hij, als voorzitter van de KGB van de Republiek Zuid-Ossetië, benoemd tot vice-premier van de regering. Vanaf maart 1999 raakte Leonid Tibilov ook betrokken bij de vredesoperatie onder leiding van Rusland die sinds de burgeroorlog in Zuid-Ossetië actief was. Hij was tot 2002 co-voorzitter van de Joint Control Commission (JCC) dat toezag op de Joint Peacekeeping Forces (JPKF) en de beslechting van het Georgisch-Ossetisch conflict, en bleef tot juni 2007 ook in andere rollen betrokken bij de JCC. Na de Russisch-Georgische Oorlog in 2008 werd de JCC ontmanteld. Tibilov werkte in de periode 2002-2003 voor het parlement van Zuid-Ossetië.

### Presidentsverkiezingen 2006
In 2006 stelde Tibilov zich kandidaat voor de verkiezing van president van Zuid-Ossetië die op 12 november werden gehouden, tegelijkertijd met een referendum dat de in 1992 uitgeroepen onafhankelijkheid nog eens voorlegde aan de inwoners. Er deden naast zittend president Edoeard Kokojti en Tibilov nog twee andere kandidaten mee. De drie tegenkandidaten maakten geen schijn van kans tegen Kokojti die volgens de bekendgemaakte cijfers met 98,1% van de stemmen werd herkozen, bij een geclaimde opkomst van 95,1%. Tibilov eindigde als tweede met 476 van de 52.443 stemmen. De uitslag van het referendum was zo mogelijk nog eensgezinder: slechts 60 van de 52.378 kiezers stemden tegen de onafhankelijkheid van Zuid-Ossetië.
Deze bijzondere uitslagen waren mogelijk een gevolg van de alternatieve leiderschapsverkiezing en referendum in het Georgisch gecontroleerde deel van Zuid-Ossetië die de oppositiebeweging Reddingsunie van Osseten op diezelfde dag organiseerden. De Zuid-Ossetische leiders zagen hierin de hand van de Georgische regering en vonden het een provocatie en poging tot confrontatie. De Reddingsunie was een paar weken eerder opgericht door Osseten die onder de eerste president Ljoedvig Tsjibirov (1996-2001) van Zuid-Ossetië dienden. De ex-premier van die regering, Dmitri Sanakojev, werd als alternatieve president gekozen en 94% van de geclaimde circa 55.000 kiezers zou gestemd hebben voor een federatieve oplossing binnen Georgië.
In 2007 keerde Tibilov korte tijd weer terug bij de Joint Control Commission waarna hij tot 2009 voor een bank werkte. Tussen 2009 en 2012 was hij de vertegenwoordiger van de president van Zuid-Ossetië voor de post-conflict regeling van Georgisch-Ossetische betrekkingen. In 2011 liep de reguliere presidentsverkiezing uit op een enorme politieke crisis, waarna er in maart 2012 een nieuwe verkiezing werd uitgeschreven. Een initiatiefgroep schoof Tibilov naar voren als kandidaat voor deze verkiezing.

### Presidentsverkiezingen 2012
Bij de presidentsverkiezing op 25 maart 2012 behaalde Tibilov 42,5% van de stemmen gevolgd door de gezant van mensenrechten David Sanakojev, die 24,6% van de bijna 27.000 stemmen kreeg. Een tweede ronde werd op 8 april in het voordeel van Tibilov beslist, die 54,1% van de stemmen ontving. Op 19 april was zijn inauguratie, en volgde hij de Russische interim-president Vadim Brovtsev op, die sinds december 2011 deze plek bekleedde.
Onder Tibilov's leiding kwam er in 2015 een Alliantie en Integratieverdrag met Rusland. en werd geregeld de aansluiting bij en vereniging met Noord-Ossetië en Rusland aangekaart in gesprekken met Moskou. Dit kwam vooral door de Verenigd Ossetië partij onder leiding van Anatoli Bibilov die dit tot speerpunt had gemaakt en sinds 2014 een meerderheid had in het parlement. Van een referendum kwam het niet. Wel kwam er uiteindelijk consensus over een referendum voor de naamswijziging van de republiek naar "Republiek van Zuid-Ossetië - Staat van Alanië". Dit moest tegelijk met de presidentsverkiezing van 2017 gehouden worden. In november 2016 kondigde Tibilov aan dat hij zich opnieuw kandidaat zou stellen voor het presidentschap.

### Presidentsverkiezingen 2017
Voor de presidentsverkiezingen van 9 april 2017 stonden uiteindelijk drie kandidaten op het stembiljet,  maar niet nadat voormalig president Edoeard Kokojti geweigerd was zich kandidaat te stellen. Naast Tibilov stonden ook Anatoli Bibilov, de populaire leider van de Verenigd Ossetië partij en Alan Gaglojev, een KGB officier op het stembiljet. De verkiezing werd in één ronde beslist in het nadeel van Tibilov die 33,7% van de stemmen kreeg. Bibilov kreeg 54,8% van de stemmen. Op 21 april 2017 droeg Tibilov het presidentschap over aan Bibilov.

### Parlementsverkiezingen 2019
In 2019 stelde Tibilov zich kandidaat voor de parlementsverkiezingen van 2019 als enkelvoudig districtskandidaat in Tschinvali. Hij won deze zetel niet.